# Hermitage (restaurant)
Hermitage was een restaurant in het Nederlandse dorp Rijsoord. Het had een Michelinster in de periode 1995–2014.
In 2013 kende GaultMillau het restaurant 15 van de maximaal 20 punten toe.
Chef-kok van Hermitage was Jan Klein.
Jan Klein begon het restaurant in Zwijndrecht, maar verhuisde in 1999 naar Rijsoord. Het gebouw dat het restaurant huisvestte is een beschermd monument en was voorheen een boerderij met de naam "Wapen van Rijsoord". Het pand werd rond 1800 gebouwd.
Het restaurant sloot op 10 juni 2014 toen chef-patroon Klein een aanvraag indiende voor faillissement. Hij noemde daarbij de hoge kosten van zijn monumentale pand. Ook de vele actieweken, die er naar zijn mening voor zorgden dat mensen meer naar de prijs dan naar de kwaliteit keken, noemde hij als reden.
Hermitage was lid van de Alliance Gastronomique Néerlandaise.